# De Singels
De Singels is een wijk aan de zuidwestzijde van het centrum van de Nederlandse plaats Drachten.
De wijk werd gebouwd in de jaren 60 en 70 van de 20e eeuw en ligt ingeklemd tussen de Zuiderhogeweg, Eikesingel, Burgemeester Wuiteweg en de Gauke Boelensstraat. Er is een grote variatie aan woningen, met rijenwoningen, tweekappers, vrijstaande woningen en appartementen. De gevarieerde stedenbouwkundige structuur is mede veroorzaakt wordt door de geleidelijke ontwikkeling en groei van de wijk.
In de wijk was ooit een drafbaan gevestigd met de naam 'drafbaan Drachten'. Door bezuinigingen van de Stichting Nederlandse Draf- en Rensport is deze baan in de jaren 90 opgeheven en kwam de grond in eigendom van de gemeente Smallingerland. De gemeente heeft dit gebied in het begin van de 21e eeuw samen met een projectontwikkelaar herontwikkeld en bestaat nu uit een stadspark met woningen. Verder zijn er waterpartijen en een (zwem)vijver gecreëerd. Middenin de wijk lag subtropisch zwemparadijs en officieel 50 meterbad De Welle. Dit zwembad werd verplaatst naar de Sportlaan en werd op 23 januari 2025 officieel geopend.
De wijk heeft geen eigen winkelcentrum door de nabijheid van het stadscentrum. Wel heeft de wijk een stadsplein genaamd Kiryat Onoplein, theater De Lawei en een supermarkt. Deze supermarkt is begonnen onder de formule Nieuwe Weme, later Konmar en tegenwoordig Albert Heijn. Ook zijn er verspreid in de wijk basisscholen, peuteropvang en voortgezet onderwijs gevestigd.